# Peter Apfelbaum
Peter Noah Apfelbaum (nacido el 21 de agosto de 1960) es un pianista, saxofonista tenor, baterista y compositor de jazz de vanguardia estadounidense nacido en Berkeley, California. 

## Carrera

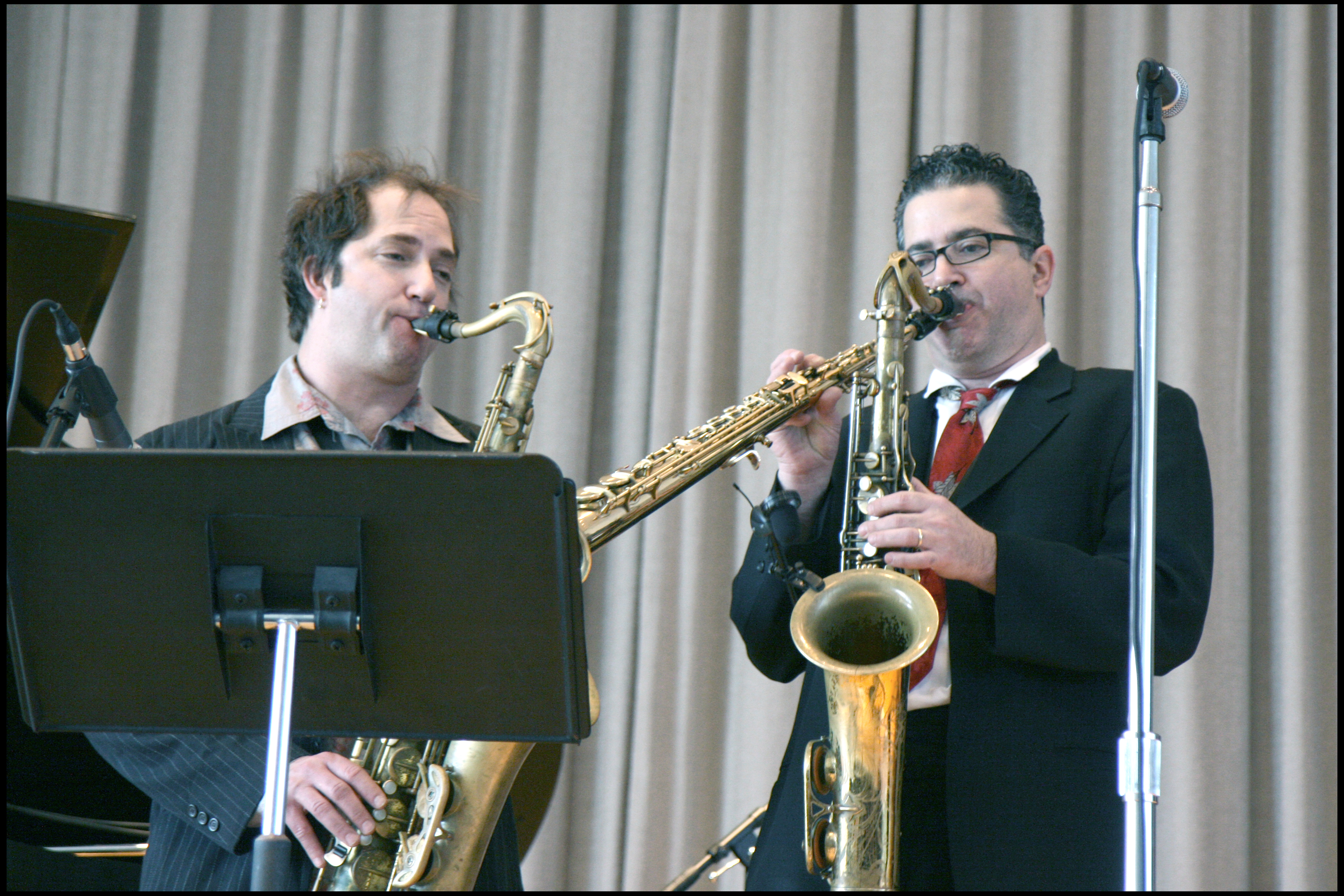
Apfelbaum y Paul Shapiro

Apfelbaum formó el Hieroglyphics Ensemble en 1977.  Actuó con Carla Bley de 1978 a 1982 y realizó giras con Warren Smith y Karl Berger. 
Ha compuesto para el Hieroglyphics Ensemble y para Don Cherry.  En 1990 realizó una gira y grabó con Cherry en la banda Multikulti, tocando piano y saxofón.
Los principales instrumentos de Apfelbaum son el saxofón tenor, el piano y la batería.  Su trabajo está influenciado por las músicas del mundo con jazz experimental. 

## Discografía

### Como líder
- Pillars (Jewish Matador, 1979)
- Signs of Life (Antilles, 1991)
- Jodoji Brightness (Antilles, 1992)
- Luminous Charms (Gramavision, 1996)
- It Is Written (ACT, 2005)

### Como acompañante
Con Trey Anastasio
- Bar 17 (Rubber Jungle, 2006)
- Plasma (Elektra, 2003)
- Seis De Mayo (Elektra, 2004)
- The Horseshoe Curve (Rubber Jungle, 2007)

Con Karl Berger
- Live at the Donaueschingen Music Festival (MPS, 1980)
- New Moon (Palcoscenico, 1980)
- Stillpoint (Double Moon, 2002)

Con Steven Bernstein
- Diaspora Soul (Tzadik, 1999)
- MTO Volume 1 (Sunnyside, 2006)
- Diaspora Suite (Tzadik, 2008)
- MTO Plays Sly (Royal Potato Family, 2011)

Con Dafnis Prieto
- Taking the Soul for a Walk (Dafnison, 2008)
- Live at Jazz Standard NYC (Dafnison, 2009)
- Triangles and Circles (Dafnison, 2015)
- Back to the Sunset (Dafnison, 2018)

Con Jai Uttal
- Beggars and Saints (Triloka, 1994)
- Shiva Station (Triloka, 1997)
- Thunder Love (Nutone, 2009)
- Roots, Rock, Rama! (Mantralogy, 2017)

Con otros
- Ben Allison, Peace Pipe (Palmetto, 2002)
- Cyro Baptista, Beat the Donkey (Beat, 2004)
- Cyro Baptista, Love the Donkey (Tzadik, 2005)
- Jon Batiste, The Process (M.O.D., 2014)
- Will Bernard, Medicine Hat (Antilles, 1998)
- Vinicius Cantuaria, Tucuma (Verve, 1998)
- Don Cherry, Multikulti (A&M, 1990)
- Lisle Ellis, Children in Peril (Music & Arts, 1997)
- Charlie Hunter, Charlie Hunter (Blue Note, 2000)
- Valerie June, The Order of Time (Concord, 2017)
- Bill Laswell, Kauai: the Arch of Heaven (Metastation, 2014)
- Bill Laswell, Risurrezione Dubopera (ESP Disk, 2016)
- Master Musicians of Jajouka featuring Material, Apocalypse Live (M.O.D., 2017)
- Barney McAll, Release the Day (Michael Watt, 2000)
- Lee "Scratch" Perry, Rise Again (M.O.D., 2011)
- Phish, A Live One (Electra, 1995)
- Phish, Road to Vegas (Jemp, 2007)
- Roberto Juan Rodríguez, El Danzon De Moises (Tzadik, 2002)
- Roberto Juan Rodríguez, The First Basket (Tzadik, 2009)
- Josh Roseman, Treats for the Nightwalker (Enja, 2003)
- Josh Roseman, New Constellations (Enja, 2007)
- Adam Rudolph, Can You Imagine... the Sound of a Dream (Meta, 2011)
- Todd Rundgren, Nearly Human (Warner Bros., 1989)
- Sex Mob, Dime Grind Palace (Ropeadope, 2003)
- Paul Shapiro, Midnight Minyan (Tzadik, 2003)
- Paul Shapiro, It's in the Twilight (Tzadik, 2006)
- Omar Sosa, Eggun (Ota, 2013)
- Cassandra Wilson, Vodou Pt. 1 & 2 (Blue Note, 2002)
- Jah Wobble & Bill Laswell, Realm of Spells (Jah Wobble 2019)
- John Zorn, Voices in the Wilderness (Tzadik, 2003)